# 石川王 (宮内卿)
石川王（いしかわおう/ いしかわのおおきみ、生没年不詳）は、奈良時代の皇族。一品・長皇子の子。官位は従四位上・宮内卿。

## 経歴
神亀3年（726年）二世王の蔭位により従四位下に直叙される。その後、天平9年（737年）宮内卿、天平12年（740年）従四位上に叙任された。
天平12年（740年）の聖武天皇伊勢行幸では御後長官を、天平14年（742年）の紫香楽行幸では後次第司を務めている。

## 官歴
『続日本紀』による。
- 神亀3年（726年） 正月21日：従四位下（直叙）
- 天平9年（737年） 11月19日：宮内卿
- 天平12年（740年） 10月23日：御後長官（聖武天皇伊勢行幸）。11月21日：従四位上
- 天平14年（742年） 8月22日：後次第司（聖武天皇紫香楽行幸）
- 天平20年（748年） 4月22日：山作司（元正天皇葬儀）